# Paul Gaschignard
Pour les articles homonymes, voir Gaschignard.
Paul-Henri Gaschignard, né le 16 février 1923 à Héric et mort le 17 janvier 2016 à Saint-Rémy-lès-Chevreuse, est un diplomate et historien français.

## Biographie

### Jeunesse et études
Paul-Henri Gaschignard est le fils de  Paul Gaschignard (1886-1948), docteur en médecine, et d'Anne Boubée. Il suit sa scolarité au Collège Saint-François-Xavier de Vannes, puis il suit des études de lettres et de droit aux Facultés des lettres et de droit de Rennes et de Paris entre 1941 et 1944, obtenant une licence en lettres et un diplôme d'études supérieures de droit public et d'économie politique.
Engagé volontaire dans la 2e division blindée en novembre 1944 il participe à la campagne d'Alsace, les opérations du front de Royan et la campagne d'Allemagne. 
Diplômé de l'École libre des sciences politiques, après la fin de la guerre, il intègre en 1946 l'École nationale d'administration, alors tout nouvellement créée.

### Parcours professionnel
Il commence sa carrière comme contrôleur civil dans l'administration civile du Maroc français, au cabinet civil du général Augustin Guillaume, jusqu'à l'indépendance du Maroc en 1956. Après une demi-année dans les affaires économiques du ministère des Affaires étrangères, il devient secrétaire d'ambassade en Afrique du Sud. De 1960 à 1961, il sert comme numéro deux de l'ambassade de France au Ghana.
À partir de 1963, il est affecté en tant que premier secrétaire à la représentation permanente française auprès de l'Organisation des Nations unies (ONU) à New York. Il avait un siège au Conseil de Tutelle pour les territoires non autonomes. 
En 1969, il retourne au ministère des Affaires étrangères à Paris, comme sous-directeur à la direction des affaires africaines et malgaches à l'administration centrale, où il traite des anciens territoires français.
Le 13 novembre 1972, Paul-Henri Gaschignard succède à Claude Rostain comme ambassadeur de France au Niger. Les négociations avec le président nigérien Hamani Diori échouent, celui-ci ayant demandé une participation aux bénéfices de la gestion des mines d'uranium plus élevée pour son pays alors dominée par la France, et Diori perd le pouvoir après un coup d'État militaire contre lequel la France n'est pas intervenue pour sauver son pouvoir.
Après une courte période durant laquelle le Pérou a rompu ses relations diplomatiques avec la France en raison de ses essais nucléaires dans le Pacifique, qui ont été considérés par les Péruviens comme à l'origine d'un tremblement de terre en juillet 1973, les échanges diplomatiques reprennent, et Paul-Henri Gaschignard est nommé comme nouvel ambassadeur au Pérou le 17 novembre 1975. Il reste en poste jusqu'en 1980, année où il est appelé d'urgence comme adjoint civil du gouverneur militaire au commandement allié à Berlin.
Chargé de mission au ministère des Relations extérieures en 1983, il est le chef de la délégation française à la Conférence sur la sécurité et les mesures de renforcement de la confiance et le désarmement en Europe (CDE) de 1985 à Stockholm, avant de prendre la responsabilité de la lutte contre le terrorisme au quai d'Orsay.
Après avoir pris sa retraite en 1986, il se consacre à des travaux d'histoire sur sa ville natale d'Héric en Loire Atlantique.

## Publications
- « Héric pendant la Révolution: 1789-1799 » (1996)
- « Pierre-Jean-Marie Sotin de La Coindière (1764-1810), ministre de la Police du Directoire » (1996)
- « Voyage d'Arthur de La Borderie et de Charles de Keranflec'h dans le Poher en 1856 »
- « Arthur de La Borderie et sa filleule »
- « Arthur de La Borderie : une amitié nantaise » (2002)
- « Contribution à l'histoire d'Héric au 19e siècle de 1800 à 1914 » (2007)

## Décorations
- Officier de la Légion d'honneur
- Officier de l'ordre national du Mérite